# Anne Bourlioux
Anne Bourlioux est une mathématicienne canadienne dont les recherches portent sur la simulation numérique de la combustion turbulente. Elle est lauréate du prix Richard C. DiPrima et professeure de mathématiques et de statistique à l'université de Montréal. 
Elle est également une ancienne joueuse de rugby pour les Berkeley All Blues, et une championne nationale canadienne et détentrice du record du monde d'aviron en salle (en),,.

## Formation et carrière
Bourlioux obtient son doctorat en 1991 à l'université de Princeton. Sa thèse, intitulée Numerical Studies of Unstable Detonations, est supervisée par Andrew Majda. Elle est boursière de recherche Miller (en) à l'université de Californie à Berkeley de 1991 à 1993. 
Elle est professeure de mathématiques et de statistique à l'université de Montréal.

## Reconnaissance académique
Bourlioux reçoit le prix Richard C. DiPrima en 1992.  Elle est conférencière principale à la réunion technique du printemps 2006 de l'Institut de combustion / section canadienne, parlant de la modélisation multi-échelle (en) de la combustion turbulente. 

## Publications (sélection)
- (en) Bourlioux et Majda, « Theoretical and numerical structure for unstable two-dimensional detonations », Combustion and Flame, vol. 90, no 3,‎ 1er septembre 1992, p. 211–229 (ISSN 0010-2180, DOI 10.1016/0010-2180(92)90084-3, lire en ligne)
- Bourlioux, Majda et Roytburd, « Theoretical and Numerical Structure for Unstable One-Dimensional Detonations », SIAM Journal on Applied Mathematics, vol. 51, no 2,‎ 1er avril 1991, p. 303–343 (ISSN 0036-1399, DOI 10.1137/0151016, lire en ligne)
- (en) Bourlioux, Layton et Minion, « High-order multi-implicit spectral deferred correction methods for problems of reactive flow », Journal of Computational Physics, vol. 189, no 2,‎ 10 août 2003, p. 651–675 (ISSN 0021-9991, DOI 10.1016/S0021-9991(03)00251-1, lire en ligne)